# Le Massacre des Innocents (Ghirlandaio)
Le Massacre des Innocents est une partie du cycle de fresques de Domenico Ghirlandaio réalisées entre 1485 et 1490 et situées sur la paroi gauche de la chapelle Tornabuoni de la Basilique Santa Maria Novella de Florence en Toscane (Italie). 

## Histoire
Les fresques originales d'Orcagna étant en mauvais état dans la chapelle, les Sassetti cèdent leurs droits sur la chapelle aux Ricci, ceux-ci faisant faillite en 1348 les transmettent à Giovanni Tornabuoni qui engage Ghirlandaio et son atelier pour y peindre la Vie de Marie et celle de saint Jean-Baptiste son saint-patron, celui de la ville de Florence.
La fresque particulière du Massacre des Innocents  est considérée par Vasari et plusieurs critiques comme la meilleure de la chapelle pour sa représentation des émotions des personnages.

## Iconographie
Cette peinture chrétienne a pour sujet  l'épisode du « Massacre des Innocents » décrit dans  l'évangile selon Mathieu, où Hérode envoie ses soldats tuer les nouveau-nés et jeunes enfants espérant éliminer le futur Christ sauveur.

## Composition
Au premier plan, est représentée la scène du massacre, où l'on voit entremêles femmes, soldats et chevaux qui se heurtent  avec au sol des enfants morts. Les soldats commandés par Hérode sans se soucier des mères, tuent leurs enfants devant elles ; l'un d'eux, encore attaché à la mamelle, meurt des blessures qu'il a reçues à la gorge. Au centre droit du tableau, un soldat  qui a enlevé de force un enfant et, tandis qu'il le serre en courant et s'apprête à l'égorger, est saisi aux cheveux par la mère qui le retient avec rage. Plusieurs effets de mouvement sont présents dans la fresque : la mort de l'enfant qui est étouffé, la fureur du soldat qui se sentant arrêté si violemment, se venge sur l'enfant, et la mère qui, voyant la mort de son fils s'efforce de ne pas laisser partir le soldat sans châtiments, une suite d'éléments qui constitue une action et un effet de mouvement.

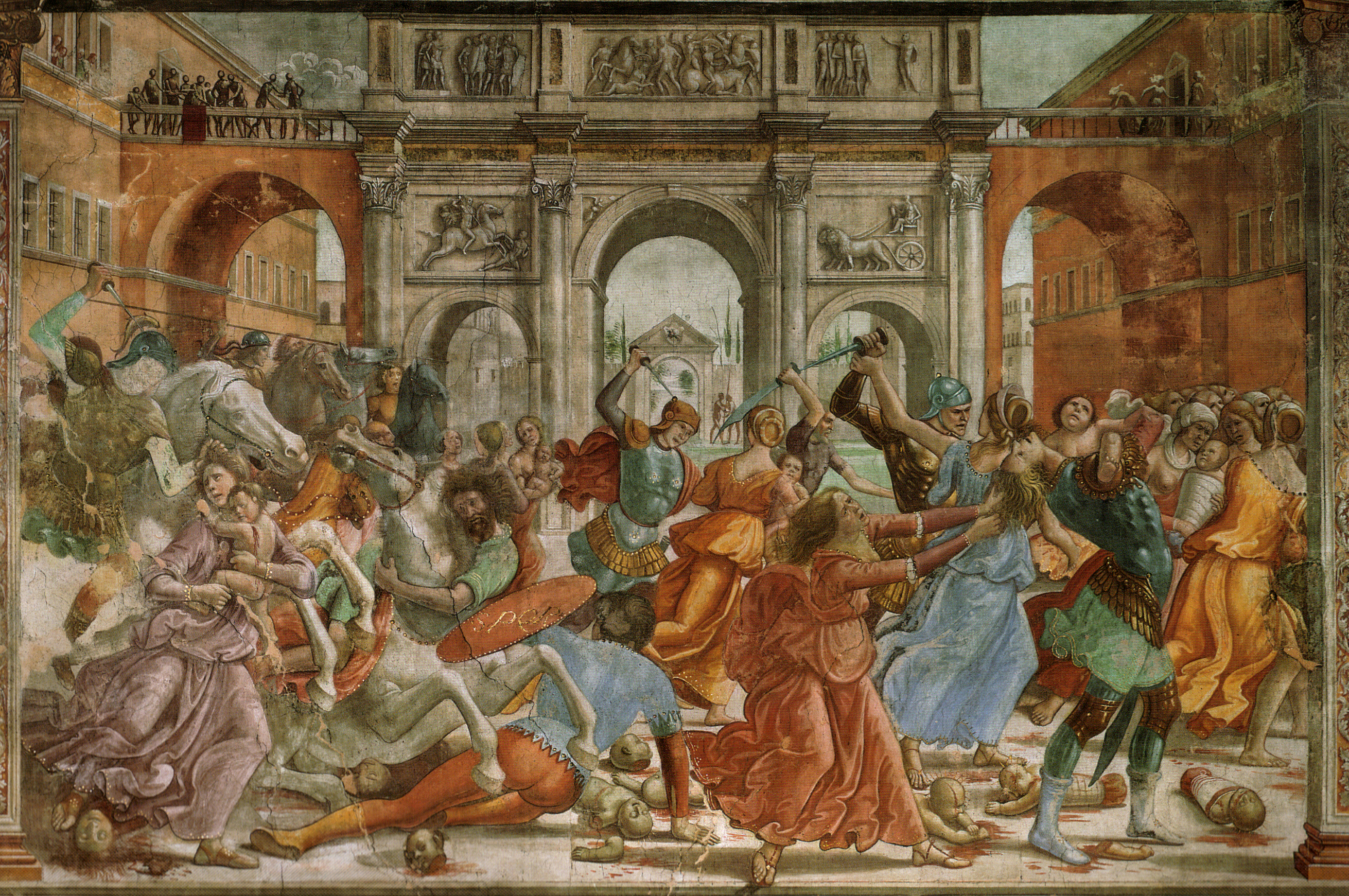

## Analyse
La fresque est très mouvementée par la vivacité des couleurs et par les effets de mouvements ce qui accentue son caractère violent. Le sol de la scène de massacre reflète l'horreur du tableau avec des enfants mort, leurs membres séparés de leurs corps. La fresque témoigne donc d'une grande violence. L'expression des sentiments humains est une idée nouvelle de la première Renaissance. Ghirlandaio exprime ici la cruauté d'Hérode, la rage et la haine des mères, la violence des soldats. Un sentiment d'horreur se dégage donc de la fresque qui appelle aux émotions de l'interprète.